# Berkel en Rodenrijs

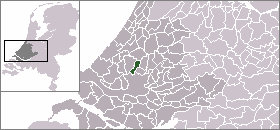
Vị trí của Berkel en Rodenrijs

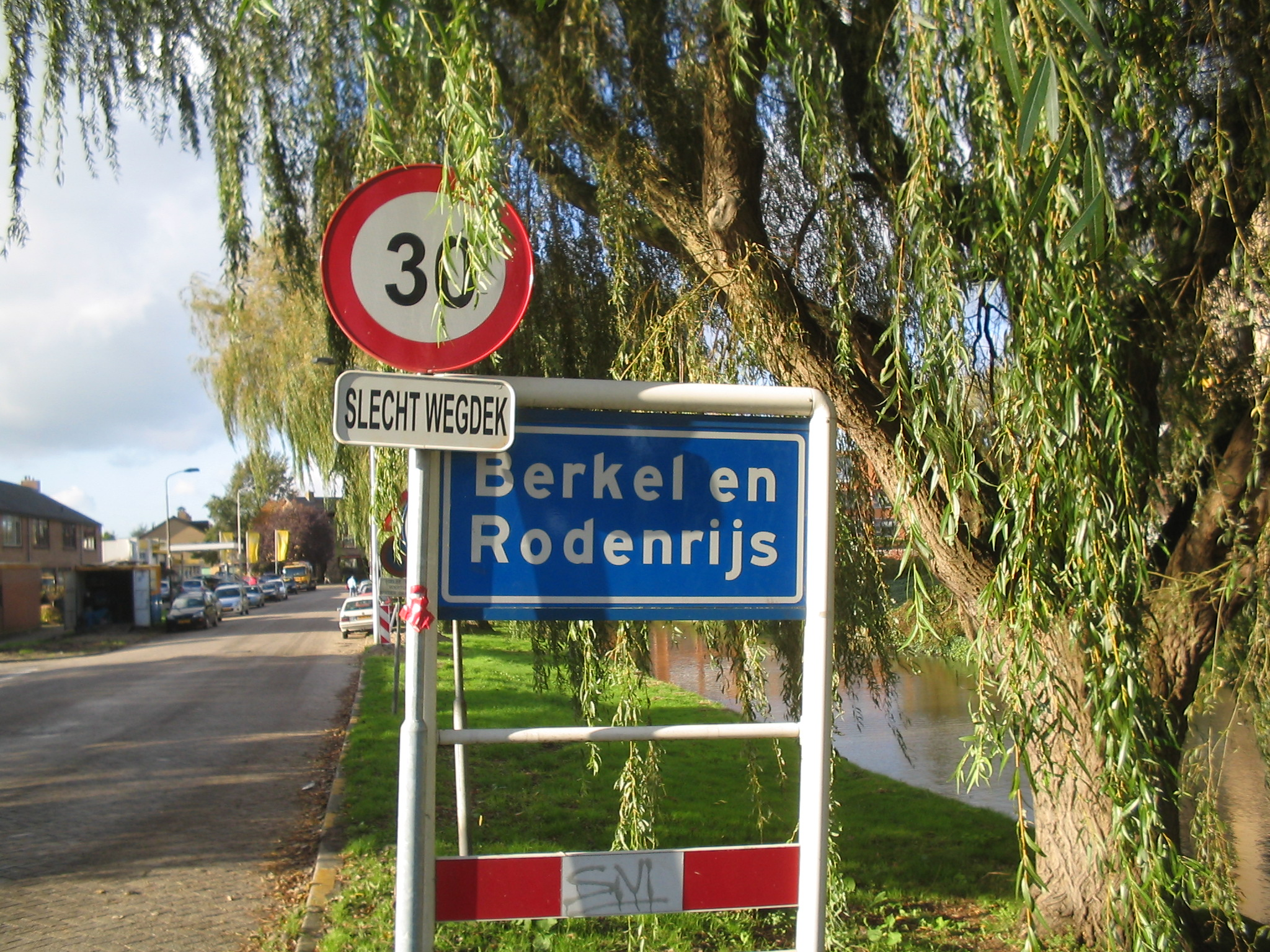
Biển báo

Berkel en Rodenrijs là một đô thị (khu tự quản) cũ của tỉnh Zuid-Holland, Hà Lan. Đô thị này có diện tích 18,91 km2, dân số là 22.626 người (thời điểm 1/1/2008). Ngày 1 tháng 1 năm 2007, thị trấn được sáp nhập với các thị trấn lân cận Bergschenhoek và Bleiswijk để lập đô thị mới Lansingerland.